# Place Paul-Delouvrier
La place Paul-Delouvrier est une voie située dans le quartier de la Villette du 19e arrondissement de Paris en France.

## Origine du nom
Elle porte le nom du haut fonctionnaire et préfet, Paul Delouvrier (1914-1995), qui a été également le président de l'Établissement public de la Villette et le grand promoteur de la Cité des sciences et de l'industrie à laquelle elle fait face.

## Historique
Cette place est constituée sur l'emprise du quai de l'Oise par un arrêté municipal du 24 janvier 2007.

## Bâtiments remarquables et lieux de mémoire
- Canal de l'Ourcq